# Szószék-szikla

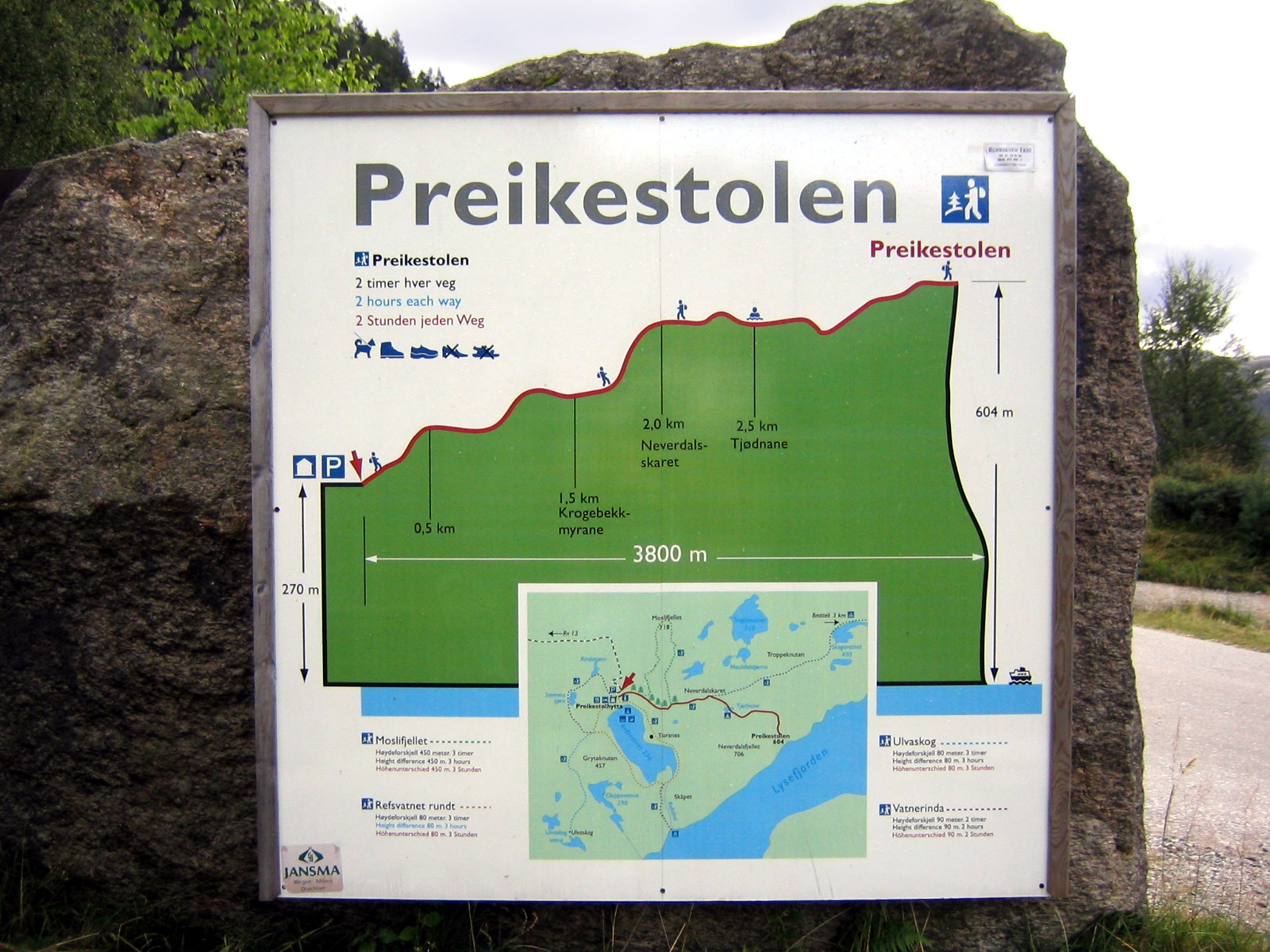
Útvonal térkép és profil

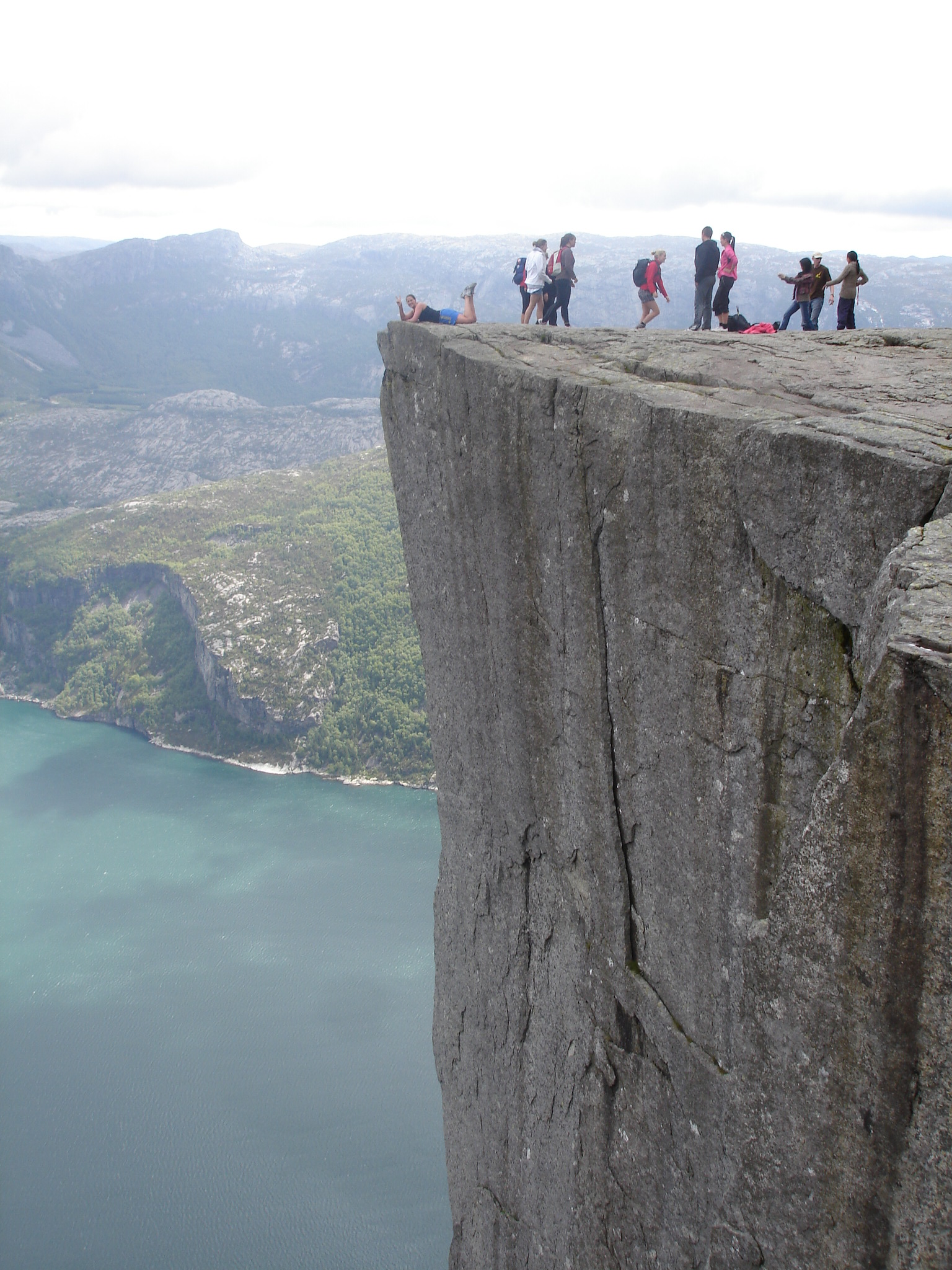
Preikestolen, 2009 június

A Szószék-szikla (norvégül: Preikestolen = A prédikálószék) egy híres turistalátványosság Forsand községben, Rogaland megyében, Norvégiában. A formáció egy meredek szikla, amely 604 méterrel emelkedik a Lysefjorden fölé. A szikla teteje egy körülbelül 25 x 25 méter lapos felület. A szikla a fjord északi oldalán helyezkedik el és beljebb a déli oldalon található a Kjerag plató amely szintén híres a Kjeragbolten két szikla közé beszorult 5 köbméteres kövéről.
Az utóbbi években a turizmus növekedett és 2012-ben ez lett Norvégia egyik leglátogatottabb turisztikai látványossága. A bázisugrás is egyre gyakrabb a szikláról. Növekvő népszerűsége miatt 2014-re megjavították megközelítési utat, mivel a tető csak egy 3,8 km hosszú kapaszkodón keresztül érhető el.

## Neve
A hely régi neve Hyvlatonnå (lapos fog) volt. A Prekestolen név ("i" nélkül) 1900 körül alakult ki, amikor a helyi turisztikai szervezet, a Stavanger Turistforening népszerűsíteni akarta a helyet a túrázók körében. Az "i"-t később csatolták hozzá, hogy megfeleljen a helyi nynorsk formájának. Ma már hivatalosan is Preikestolen néven ismert.

## Elérhetőség
A Preikestolen a Ryfylke régió déli részén található Rogaland megyében, Nyugat-Norvégiában. Stavanger Norvégia negyedik legnagyobb városa, ahova számos európai városból közvetlen repülőjárat van. A helyszínen található Preikestolen parkoló kb. 25 km-re és egy órányi útra van Stavangertől komppal és autóval.
A tetőre vezető ösvény helyeként nagyon meredek. A túra Preikestolhytta-ból indul, körülbelül 270 m a tengerszint felett, és 604 méterig emelkedik. A túra 1-3 órát vesz igénybe, a tapasztalatól és a kondíciótól függően. Habár a magasságkülönbség mindössze 334 méter és a távolság csak 3,8 km, a teljes szintkülönbség igen nagy, mivel az ösvény különböző magasságú gerinceket követ.
A túra nem ajánlott télen és tavasszal, amikor hó és jég van, és az út csúszós lehet. A legjobb szezon a megmászásra áprilistól októberig tart. Erős cipő és eső elleni ruházat ajánlott a túrázáshoz.
Egy kényelmes alternatíva június közepétől augusztus közepéig, a Lauvvik és a Lysebotn között járó idegenforgalmi komp, amely a Szószék-szikla alatt halad el. Ajánlatos előre helyet foglalni, mivel nagyon népszerű út. Drágább alternatíva egy hajótúra a Lysefjorden öbölben ami egész évben igénybe vehető. A nyarat kivéve az időjárás nedves, hideg lehet és felhők akadályozhatják a kilátást. A hajó több kis kikötőben megáll a fjordba befelé menet és kifelé jövet, beleértve egy Lysebotn kikötőben töltött éjszakát.

### Javítási munkálatok
2013 áprilisában egy projekt keretében elkezdték javítani a tetőre vezető utat, mivel a régi olyan keskeny volt, hogy gyakran késedelmet okozott, sőt az út bizonyos pontjain néha lehetetlenné vált az áthaladás. 2014 augusztusára az út elkészült. A plató elérhetősége lényegesen megjavult, mivel megszüntették az útszűkületeket amelyek a forgalmat akadályozták.

### Biztonság
A hatóságok úgy döntöttek, hogy nem építenek kerítést vagy más biztonsági berendezéseket, mivel úgy vélték, hogy ez hátrányosan befolyásolná a helyszín természetes szépségét. A halálos balesetek rendkívül ritkák, annak ellenére, hogy évente körülbelül 200 000 látogató van. Ráadásul aggályok merültek fel, hogy a kerítések vagy egyéb akadályok csak buzdítják a veszélyes magatartást, például a kerítésre való felmászást. Norvégia hatóságainak politikája az, hogy „nem tudunk az országban minden természetet bekeríteni”. Ezt a norvég lakosság is támogatja, akik általában jobban hozzászoktak országuk „veszélyes természetéhez”, mint a külföldi turisták.
2013-ig nem fordult elő baleseti halál, azonban történt néhány öngyilkosság.

## Természet

### Geológia
A sziklák a jégkorszak alatt alakultak ki, körülbelül 10 000 évvel ezelőtt, amikor a gleccser élei elérkeztek a sziklához. A gleccserben lévő víz megfagyott a hegy repedéseiben, és végül leszakadtak nagy szögletes blokkok, amelyeket később a gleccser továbbszállított. Ez az oka a fennsík szögletes alakjának. A plató mentén továbbra is van egy mély repedés. A repedések miatt a szikla valamikor le fog szakadni, de minden geológiai vizsgálat arra utal, hogy ez nem fog bekövetkezni a belátható jövőben. A geológusok azt állítják, hogy a fennsík egyelőre biztonságos.

### Klíma
A fjord környékére enyhe és párás tengerparti éghajlat jellemző.

### Környezet
A szikla a Ryfylke buja zöld völgyeire néz. A szirtet körülvevő hegyek elérik a 843 m magasságot. Néhány dombtető sík és tavakkal szegélyezett.
A Lysefjorden alsó része közelében található a 1110 m magas Kjerag hegy, amely szintén nagyon népszerű túrázóhely. A közelmúltban több turistát rávettek, hogy lemondjanak az egyre népszerűbb és zsúfolt Preikestolenről, és inkább a Kjeragba menjenek.

## Érdekességek
- Langeskov városban Dániában a Szószék-szikla gránit szobrát emelték a testvérváros Forsand tiszteletére.[5]
- A Vikingek TV sorozat) második évad, utolsó epizódjának, utolsó jelenetében a főszereplő Ragnar Lothbrok látható a Preikestolen tetején.
- A Lysefjorden / Preikestolenről származó sűrített levegő értékesítése Kínában nagyban történik. [6]
- A "Mission: Impossible – Utóhatás" című film egy jelenetében Tom Cruise a Preikestolen sziklafalon mászik fel.

## Galéria

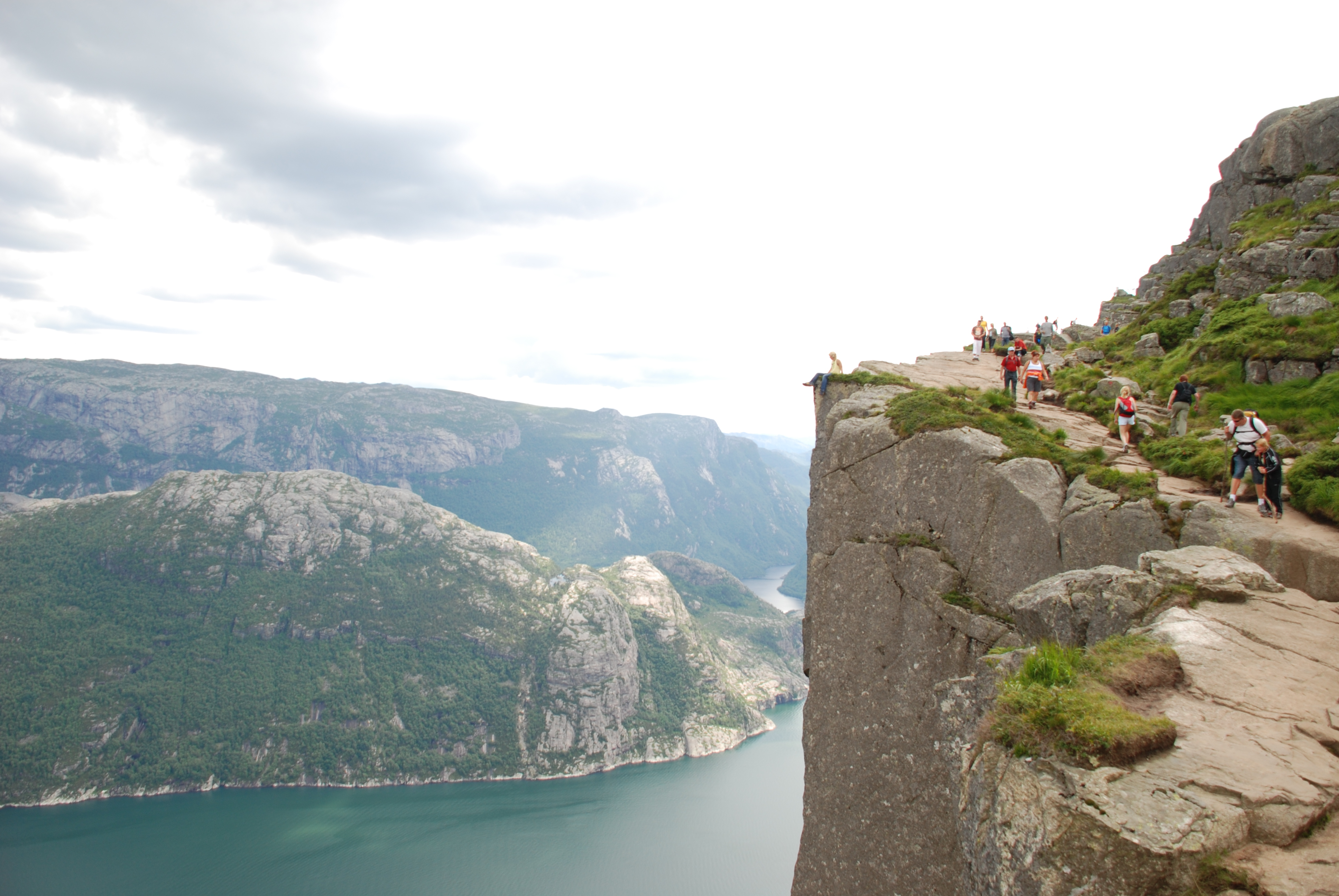
A tetőre vezető út
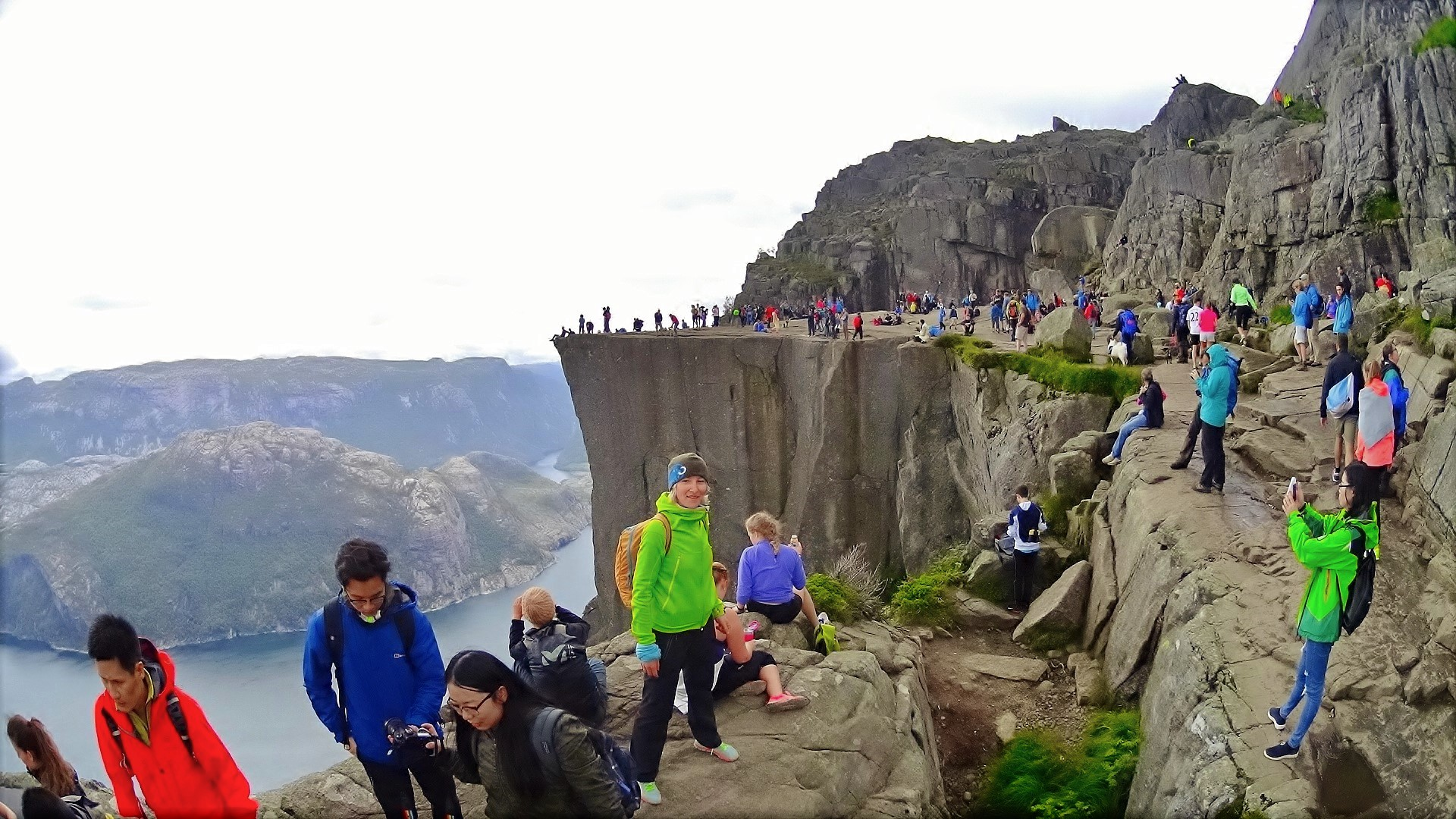
Turisták a sziklán
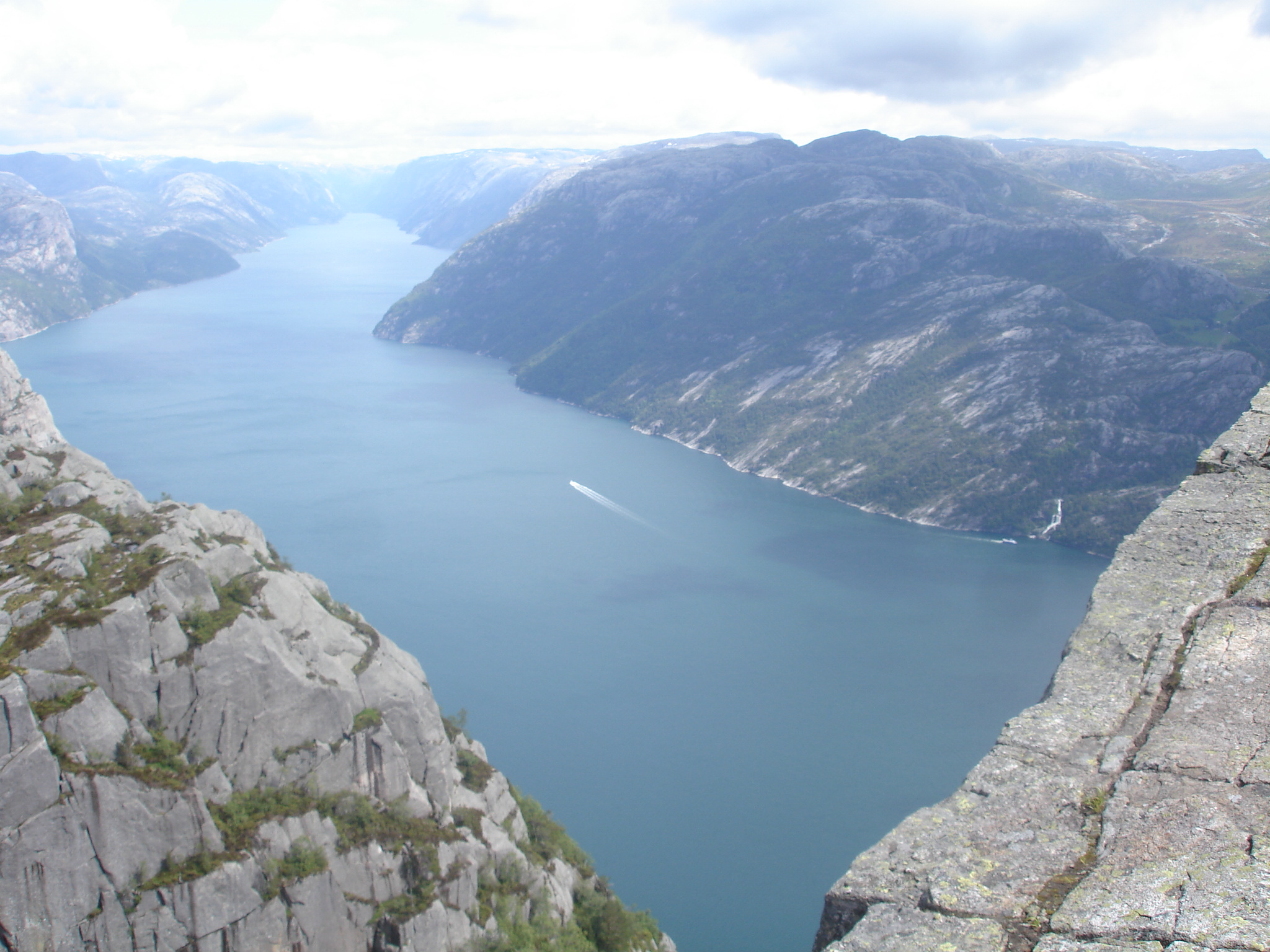
Kilátás a Lysefjordra
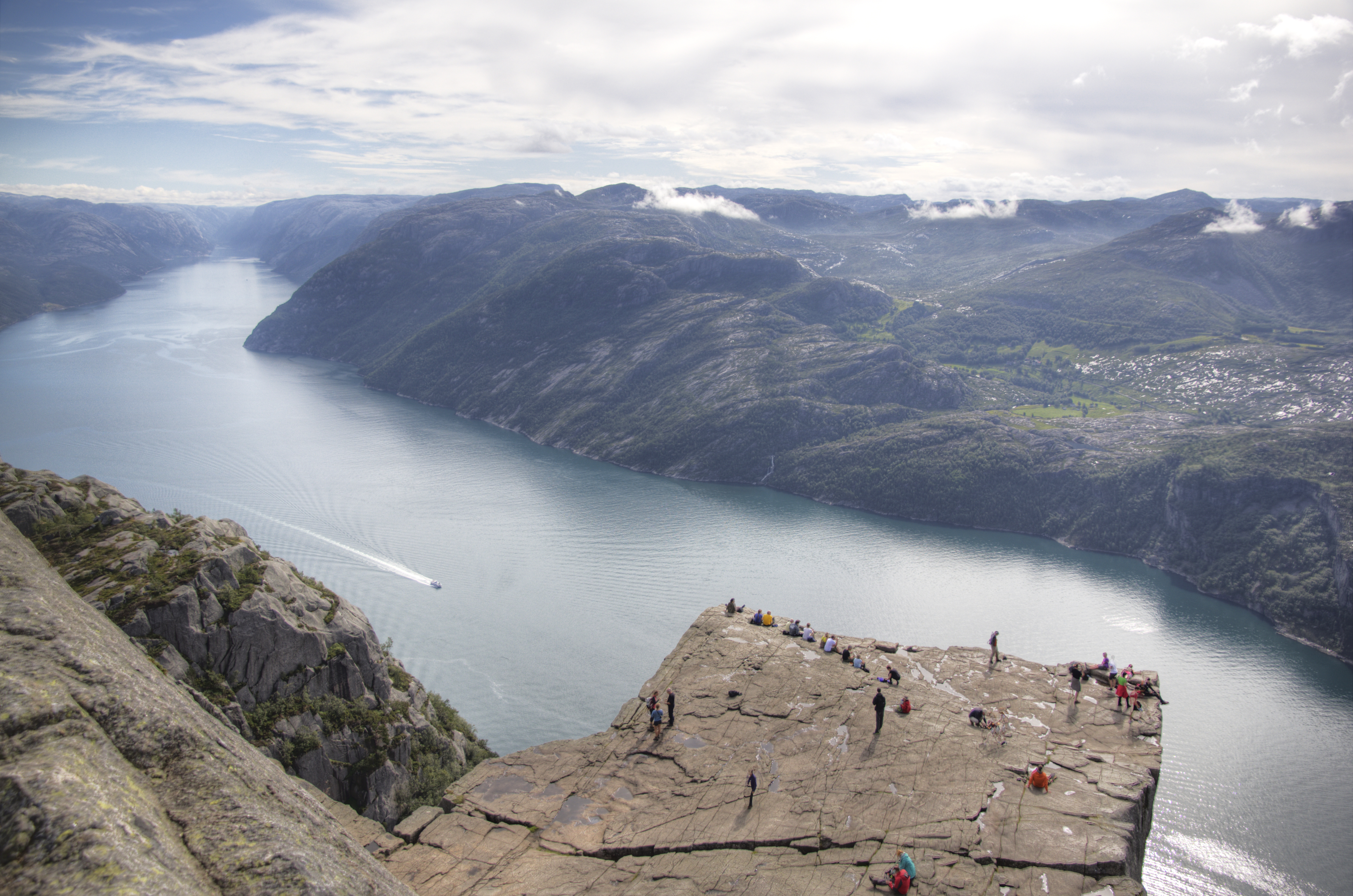
Panoráma a Szószék-sziklával
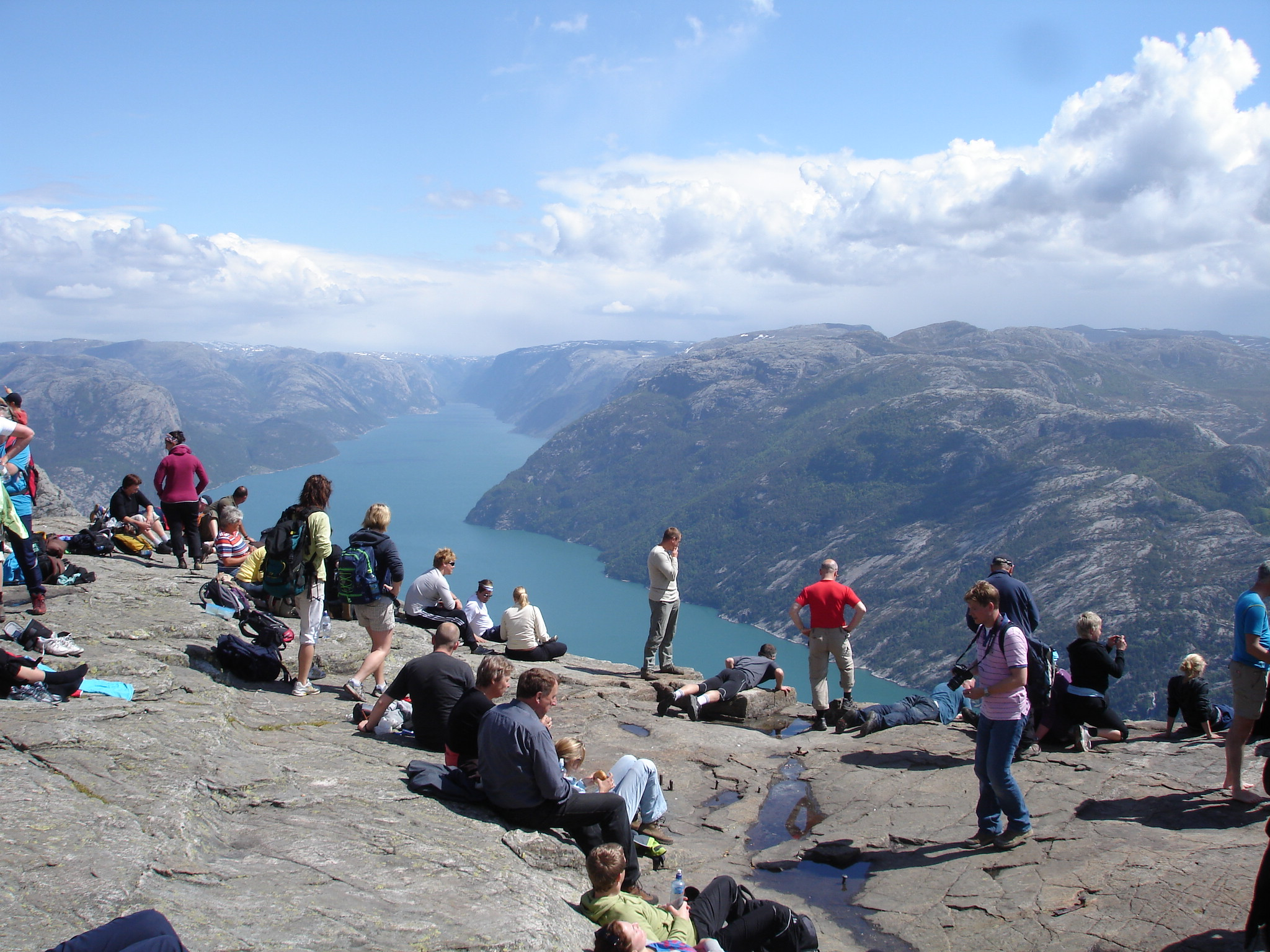
Szószék-szikla, 2009 június
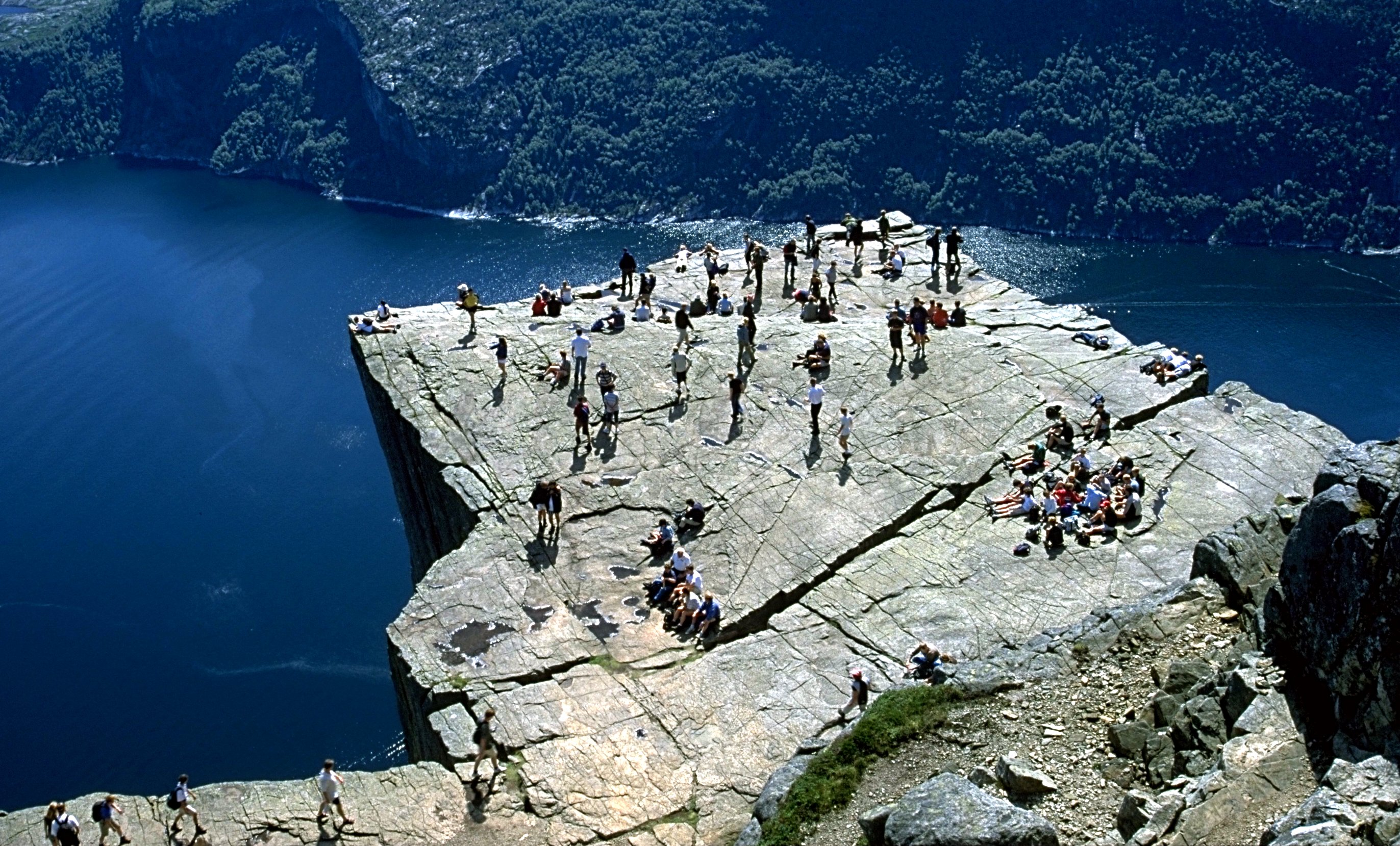
Szószék-szikla felülről
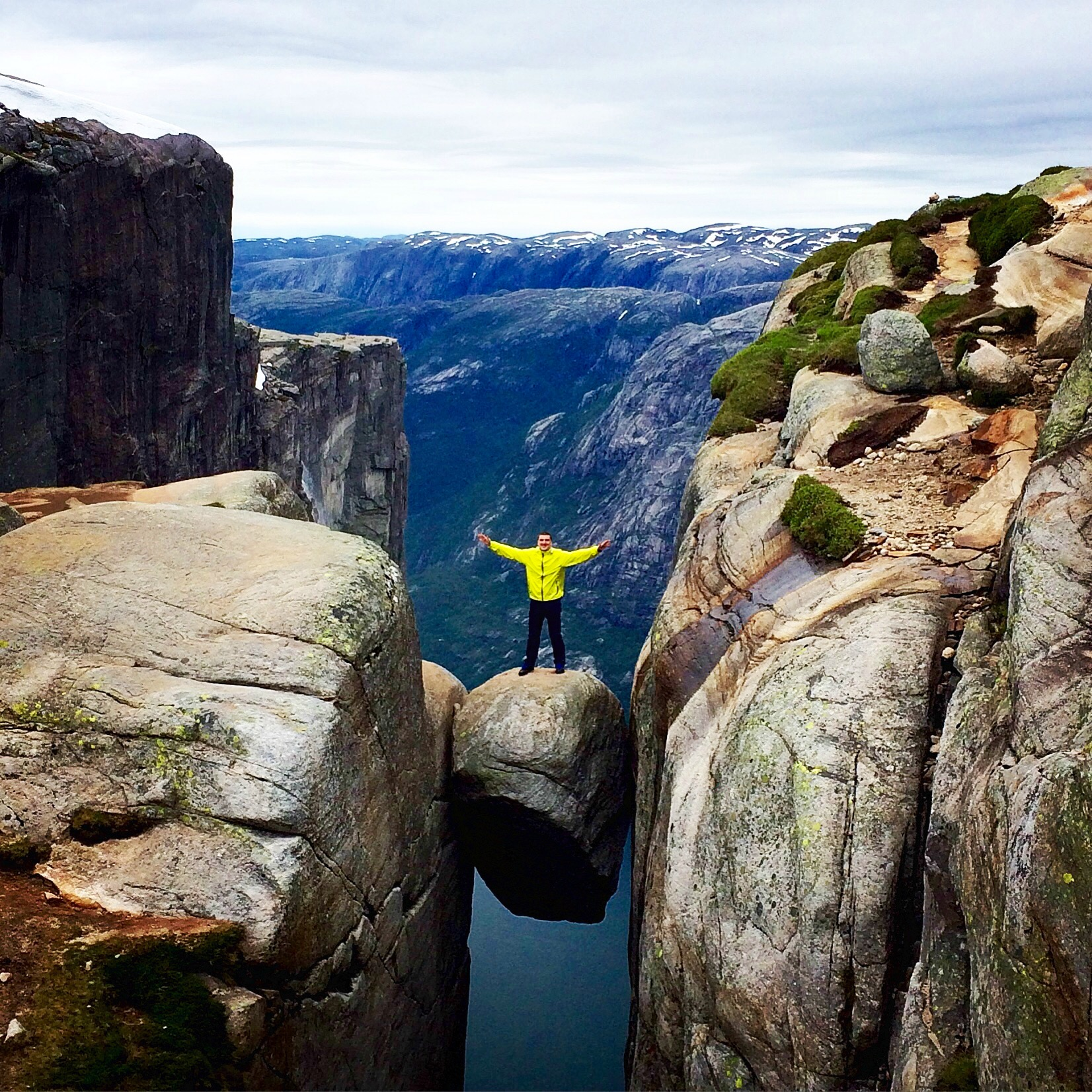
Kjeragbolten

## Külső hivatkozások
- Preikestolen – 360* Panoramic Pictures – Virtual Norge
- Ryfylke.com
- Preikestolen
- Prekestolhytta.no
- Pulpit Rock

## Fordítás
- Ez a szócikk részben vagy egészben  a   Preikestolen című angol Wikipédia-szócikk fordításán alapul.  Az eredeti cikk szerkesztőit annak laptörténete sorolja fel. Ez a jelzés csupán a megfogalmazás eredetét és a szerzői jogokat jelzi, nem szolgál a cikkben szereplő információk forrásmegjelöléseként.